# Age of Empires III
Az Age of Empires III (ismert rövidítéssel: AoE III) egy valós idejű stratégiai játék az Ensemble Studios-tól. Amerikában 2005. október 18-án, Európában ugyanezen év november 4-én adták ki. A játék az Age of Empires sorozat harmadik része, az Age of Empires II: The Age of Kings utáni rész. A Kr. u. 1500-tól Kr. u. 1850-ig tartó időszakban játszódik. Két kiegészítő csomag jelent meg hozzá:
- Age of Empires III: The WarChiefs 2006. október 17.

Ebben az kiegészítőben 3 új civilizációval bővítették a játékot: Az azték, az irokéz, és a sziú indián törzsekkel.
- Age of Empires III: The Asian Dynasties 2007. október 23.

Ebben a kiegészítőben szintén 3 új ázsiai civilizáció került be: Japán, Kína és India.
A játékból több mint 2 millió példányt adtak el. Több díjat nyert, a GameSpy „2005 legjobb RTS-é”nek választotta, valamint helyezett lett a 2005-ben legtöbbet eladott játékok között.
Jelenleg az 1.12 verzió a legújabb, ezt 2007. szeptember 27-én adták ki. A siker dacára a vezető tervezők egyike, Bruce Shelley „hatalmas hibának” nevezte az Age of Empires III. elkészítését, mivel szerinte túlságosan eltér az előző részektől. Shelley szerint a játéknak új néven kellett volna megjelennie, a Microsoft azonban nem engedélyezte ezt.

## Rendszerkövetelmények
Minimum:
- Windows XP,
- Intel Pentium IV 1.4 GHz,
- 256 MB RAM,
- 3 Gbyte szabad hely,
- 64 Mbyte-os videókártya

Ajánlott:
- Windows XP,
- 2,4 GHz-es Intel Pentium IV vagy
- AMD Athlon XP 2500+,
- 1 GB RAM,
- Nvidia 6600/Radeon X800 videókártya,

## Játékmódok

### Egyjátékos mód
Ahogy a sorozat előző részeiben és a hasonló valós idejű stratégiai videójátékok nagy részében is, az egyjátékos mód alapvetően kétféle lehet:
- A skirmish (csatározás) módban egy vagy több emberi játékos a szoftver mesterséges intelligenciájával irányított gépi ellenfelek (CP-s, computer players) vagy egymás ellen játszhat különféle „félvéletlen” pályákon. Ez a játékmód az előző részek „random map” és „deathmatch” játékmódjaira hasonlít. Itt építkezni kell, majd a legyártott épületeket és egységeket felhasználni az ellenfelek elleni harcban.
- A campaign (hadjárat) módban különféle előre megszerkesztett, küldetéseket kell végrehajtania. A játékhoz egyetlen, rövid és történelminek kevéssé mondható hadjáratot mellékeltek, melyben a Szent János lovagrend alvezérének kalandjait követhetjük nyomon az Örök Ifjúság Kútjának keresése során. A kiegészítésekhez több hadjáratot is készítettek.

### Többjátékos mód
A többjátékos mód az Ensemble Studios Online(ESO) rendszeren vagy közvetlen LAN kapcsolaton valósítható meg. Hasonlóan a Battle.Net rendszerhez a játékosok itt is beszélgethetnek, chatelhetnek játék közben.

### Pályák
Minden területnek megvan a sajátos kinézete változatos flórával és faunával - hiszen sivatagos, erdős, sztyeppés és dzsungel környezettel is létezik. Minden környezetnek van jó pár fix tulajdonsága, ami befolyásolja majd a játékmenetet is, a többi pedig természetesen véletlenszerűen alakul ki (ilyen értelemben beszélhetünk félvéletlen pályákról: a pályákat egy szkriptnyelv generálja közvetlenül a játék elején, a szkriptnyelv a térképen elhelyezendő fix elemeket tartalmaz; bizonyos feltételekkel - pl. hogy a városközponttól nem túl messze kell lennie egy-két állatcsordának - azonban ezek elhelyezése korlátozott mértékben véletlenszerű).
A fix pontok lehetnek folyók (pl. a „Yukon” című pályatípusban a térképet egy befagyott folyó, a Yukon szeli át), kanyon vagy az, hogy hány darab szigeten és milyen elosztásban leszünk az ellenfelekkel; illetve kincsek, nyersanyagok, kereskedelmi útvonalak és telephelyek, bennszülött falvak, és hasonlók. Ezek a félvéletlen pályák csupán csak a skirmish játékmódban vagy a multiplayerben választhatók.
A játék tartalmaz beépített pályaszerkesztőt, ahol térképeket és küldetéseket lehet gyártani, hasonlóan kezelhető az előző részek editorához.

## Újítások az előző játékokhoz képest
Az Age of Empires III. számos újítást - többnyire bővítést - tartalmaz a második (és az első) részhez képest. A számos hasonlóság mellett (a nyersanyagok: élelem, fa, érme; a civilizációk és korszakok; valamint a nagyjából egyforma egységek - dárdás, íjas, puskás, kardos egységek, lovas huszár és lovas íjász, könnyű tüzérség, ágyúk és tüzérségellenes ágyúk) számos újítás is van. A legfontosabbak:
- a felfedezők (scout) szerepének alapvető megváltozása;
- a kincsek megjelenése;
- a tapasztalati pontok és játékosszintek megjelenése;
- a kártyarendszer;
- a civilizációkra egyénileg jellemző gazdálkodás megjelenése;
- a kereskedelmi telepek megjelenése, melyek a bennszülött törzsekkel való szövetségkötésre és a kereskedelmi utak uralására egyaránt használatosak.

A játék elemei a fentieket leszámítva nagy vonalakban ugyanolyanok maradtak: az előző részhez hasonlóan működnek a korszakok (öt féle), az egységek és a technológiák.
Vannak viszont apróbb, ugyanakkor esetleg meghatározó jelentőségű hiányosságok is. Pl.
- a szövetségesek egymással már nem képesek kereskedni (nincsenek kereskedőszekerek, vagy kereskedőhajók),
- az ellenséges játékosoknak nem lehet adót fizetni nyersanyagokban,
- a szövetséges játékosok épületei sem javíthatóak többé;
- játszmánként minden civilizációból legfeljebb egy szerepelhet. Nem lehetséges pl., hogy az A ellenség és a B ellenség is francia (Napóleon) legyen.

### Anyaország, civilizációk és kártyák

Oszmán rajtaütés egy német gyarmaton

Az Age of Empires III-ban játszható civilizáció 8 van: franciák, németek, hollandok, spanyolok, portugálok, oroszok, oszmánok és britek (ezeken kívül kisebb civilizációk is megjelennek, akikkel szövetséget lehet kötni). A kiegészítésekben megjelenik 3 indián (sziú, irokéz és azték) és 3 ázsiai (japán, kínai és indiai) civilizáció is.
A skirmish (a régebbi részek véletlentérképes / deathmatch játékainak megfelelő) játékmódban legeredetibb újítás, a főváros v. anyaország. Ez a segítő háttérország szerepét tölti be a felfedező kolóniák számára. A játékosnak a játék elején kell választania egy civilizációt, ezzel együtt egy anyaországot. Az anyaország fogalma többé-kevésbé megegyezik az előző részekben használatos, civilizációk nevű fogalommal, azonban az új részben az előzőekhez képest a lehetőségek némi bővülése tapasztalható. Nevezetesen, az anyaországgal együtt civilizációt is választunk, de egy civilizációhoz több anyaországot is létrehozhatunk.
Ez ahhoz a lehetőséghez hasonló, amikor bizonyos játékokban regisztráljuk játékosnevünket és karakterünket, és vele bizonyos tulajdonságokat; de többféle regisztráció (virtuális személyiség) létrehozása is lehetséges.
A játékos egy civilizációval (illetve anyaországgal) együtt ún. kártyákat kap (hivatalos nevükön home city cards, azaz anyaország-kártyák), melyeket egy-egy küldetés során bizonyos időközönként kijátszhat. Egy kártya kijátszásakor kaphat nyersanyagküldeményt a fővárostól, vagy adott számú és típusú katonákat, vagy az egységeit jellemző pontok (hitpoint, los stb.) javulhatnak, és más hasonló, a játék során kisebb-nagyobb szerepet játszó előnyökhöz juthat. Néhány kártya minden vagy majdnem minden civilizáció számára elérhető, de van egy csomó civilizáció-specifikus kártya is.
Általában egyszerre 20 darabot lehet használni, bár kezdetben kevesebbet; a kiegészítésekben pedig 25-öt, 10 szintenként ugyanis egy plusz kártyával bővül a felhasználhatóak köre a kezdeti 15-20-hoz képest; egészen 25-ig. Egy adott kártya egy küldetés során általában csak egyszer használható fel (bár az V. korszakban bizonyos kártyák újra elküldhetőek; és a kiegészítések egyes indián és ázsiai civilizációi is kivételek), ráadásul csak adott fejlődési korszakban (pl. csak a fortress age során, előtte és utána nem, vagy - ez a gyakoribb - előtte nem, csak utána). Minden kártya felhasználása után bizonyos ideig várnia kell, amíg a kért küldemény az anyaországból megérkezik, addig nem használhat fel másikat, valamint várakozni kell két kártya elküldhetővé válása közben is (ez kissé a körökre osztott stratégiai játékok ízét adja az AoE III-nak). A várakozási idő, valamint maguk a felhasználható kártyák is, az ún. tapasztalati pontoktól függenek.
A civilizációk között egy játszmán belül nem lehet váltani, de egyébként, egy-egy játszma elindítása előtt ez lehetséges („manage home city” menüpont a kezelőfelületen). Ha a felhasználó civilizációt vált, a régebbi civilizációjával elért eredményei - pl. a játékosszint - természetesen elmentődnek, ha visszatér a régebbi civilizációhoz, nem kell mindent elölről kezdenie. Bár éppenséggel ez is lehetséges: lehetőség van egyszerre több „home city” elindítására - a dolog hasonlóképp működik pl. a kalandjátékokban való főszereplő- ill. karakterválasztáshoz - csak másképp kell elnevezni az egyes anyavárosokat. Az egyes anyavárosokkal elért eredmények a játék kiegészítései számára is mentésre kerülnek (pl. ha szintet lépünk az Asian Dynasties-ban, akkor az a Warchiefs-re is hatással lesz).

### Tapasztalati pontok és a kártyák
Tapasztalati pontokat sikeres játékbeli tevékenységekkel lehet gyűjteni: kincsek és nyersanyagok gyűjtésével, építkezéssel, civil és katonai egységek gyártásával, a térkép felfedezésével, ellenséges egységek megsemmisítésével, illetve bizonyos előre meghatározott események elérésével (pl. 500XP jár annak a játékosnak, aki először vált egy bizonyos korba a többi játékoshoz képest). Ezeket a teljesítményeket már az előző részekben is játszmánként monitorozta a szoftver, csak az értük kapott pontokat nem XP-nek hívták, hanem score-nak („játékpontoknak”). A score az előző részekben még csak nagyon finoman és esetlegesen befolyásolta a játszmát - pl. bizonyos beállítások esetén az automata játékosok a legnagyobb pontot elért játékosokat támadták - és az internetes játékosstatisztikákban és rangsorokban is szerepük volt.
Az Age of Empires III. egy picit továbblépett a pontok hasznosítása terén, amikor megjelentek az anyaország-kártyák (ld. fentebb). A tapasztalati pontok felhalmozása egyrészt lehetővé teszi e kártyák használatát; mintegy kártyahasználati díjként; másrészt, bár a tapasztalati pontok egy küldetés (egy játék) erejéig érvényesek (a játék végével lenullázódnak); ámde a játék során gyűjtött pontok mégis hatással vannak a játékos következő küldetéseire, mivel bizonyos tapasztalati pont összegyűjtése után a játékos szintet léphet. Szintlépés által a játékos újabb és újabb kártyákat (szintenként 1-2-t) választhat a 15-25 darabos kártyakészletébe, ill. készleteibe.

### Játékosszintek
Szintek: A játékosunk fejlődhet és szintet léphet. Szintlépés akkor történik, ha a játékos összegyűjt bizonyos mennyiségű tapasztalati pontot a játék során (tehát a tapasztalati pontokból a játék során használt kártyák is „fizethetőek”, de a szintlépésre is fordíthatóak). Minden szint után lehetőségünk van új kártyákat választani, amit a következő játékokban felhasználva egyre komolyabb előnyre tehetünk szert. Minél magasabb szintű városunk van, annál több (és annál jobb) kártyák közül választhatunk; a húsz darab egyszerre felhasználható kártya pakliját mindig a küldetések között kell egy külön erre a célra szolgáló felületen (deck = "pakli") kikeverni a szintlépések folytán egyre nagyobb választékból.
Minden játékos 15-20 kártyával indul. Minden civilizációnak van egy negyven-ötven darabos kártyakészlete, de ezek többsége, az említett 15-20 kivételével, kezdetben nem elérhető. Szintlépéskor a játékos ebből a nagyobb készletből új, elérhetővé vált kártyákat választhat a 20, egy küldetés során felhasználható kártyája közé. Ahogy egyre nagyobb szintet ér el, egyre több kártya közül választhatja ki azt a húsz darabot, amelyet egy küldetés során felhasznál. Az elérhetővé tett kártyákból gyűjteményeket (paklik, deckek) készíthet (1 pakli tehát általában húsz kártya), így arra is lehetősége van, hogy más-más térképekhez más-más kártyagyűjteményt használjon (mellesleg, anyaországonként 32 paklit lehet létrehozni). A küldetés legelején (konkrétan az első kártya elküldésekor, később már nem) lehet eldönteni, hogy az adott térképhez melyik pakli illik leginkább. (Megjegyezzük, hogy a 110-edik, a kiegészítésekben - civilizációtól is függően - pedig a 130-adik szint körül a legtöbb civilizáció esetében „elfogynak” az új kártyák, azaz a játékos a civilizáció kártyakészletéből az összeset elérhetővé tette - ez esetben nem történik semmi különleges; nincs "Gratulálunk, megnyerted a skirmish játékmódot" vagy hasonló üzenet.)

### Nyersanyagok
A négy nyersanyagos modell három nyersanyagosra változott (élelem-fa-arany, a régi kő helyett a védelmi épületekhez is fa kell). A negyedik, nyersanyaghoz kissé hasonló tényező a már említett tapasztalati pontok mennyisége (XP).
Itt említjük meg a civilizációkra egyénileg jellemző gazdálkodás megjelenését is. Míg az előző részekben a civilizációs különbségek nagyrészt a kastélyokban legyártható "sajátegységekre" korlátozódtak, de a civilizációk alapvetően ugyanazokkal az eszközökkel gazdálkodtak (malom, aranybányák stb.) az Age of Empires III. változtatást hozott ebben. Különösen a holland és a török civilizáció gazdasága tér el a többitől: a holland telepesek (munkások) ugyanis élelem helyett aranyba kerülnek, míg a török munkásokat a városközpont teljesen ingyen termeli, igaz, csigalassan. A hollandok képesek bankokat építeni aranytermelésre. A francia és a német munkások speciálisak ("coureur de bois", ill. "settler wagon"): jóval drágábbak, de jobban harcolnak és gyorsabban dolgoznak. A kiegészítések további furcsaságokkal fokozták az újszerű gazdálkodási modellek lehetőségét: a sziúknak pl. nem kell házakat építeniük, a japánok házai (szentélyek) pedig képesek bármilyen nyersanyagot termelni, ha vadállatok közelébe építik őket, ugyanakkor a japán munkások nem képesek vadászni és nincs háziállat-gyártó épületük sem, bár a térképeken talált háziállatokat le tudják ölni. Az indiai munkások (akik egyedülálló módon nem élelmet, hanem fát igényelnek a termelődéshez) ellenben a háziállatokat nem ölhetik le (hindu vegetarianizmus), habár vadászni képesek. Az indiánok pedig tánc-tűzhelyet tudnak építeni, ami különféle bónuszokat ad (pl. elit katonákat termel, gyorsítja a munkát vagy növeli az egységek harcértékét). Az európai és amerikai civilizációknál kétféle épület szolgál élelem- és aranytermelésre (farm / ültetvény), az ázsiaiaknál egyféle (rizsföld).

### Egységszintű változások
Ezeken kívül az épületek és egységek - természetesen, hiszen a középkor helyett az újkorban járunk - is változtak, sok esetben nagyon. Néhány egység ugyan újkori grafikát és felületet kapott, de alapjában véve ugyanúgy működik, mint az előzményjáték valamely régi egysége (pl. a lándzsások, vagy a hajók; vagy az ágyúk, amik tulajdonképpen ugyanazt a szerepet töltik be, és nagyon hasonló játékélményt nyújtanak, mint az I. és II. részekből ismert katapultok). Néhány elem azonban drasztikus változáson ment át, ilyen pl. a kereskedés; ami meglehetősen átalakult az AoE II.-höz képest; vagy a szövetségesnek megnyerhető indián- és bennszülött törzsek léte.
Az egyik legjelentősebb változás a scout (felfedező) egységet érinti: az AoE III.-ban ezt explorernek - felfedezőnek - hívják, jelentősen megerősödött, és különféle, civilizációktól függő extrákra képes, pl. egy lövéssel megölni egy egységet, harci kutyákat (vagy éppen harci pumákat - az indiánok esetében) kiképezni, vagy hőlégballonokat eregetni. Ha megölik, egy idő múlva újjáéled, illetve bizonyos mennyiségű arannyal ettől függetlenül is újraéleszthető, esetleg katonaságot is lehet küldeni, akik megmentik (utóbbi módon a szövetségesek felfedezői is reaktiválhatóak). Városközpontot csak a felfedező tud elkezdeni építeni (kivételek az ázsiai civilizációk), a munkások már nem (legfeljebb gyorsíthatják az építést); az építésük másik módja, hogy kártyák segítségével ponyvás szekereket (európaiak) vagy kordékat (indiánok) vagy riksákat (ázsiaiak) kapunk, amelyek nem-visszafordítható módon városközponttá telepíthetőek (kicsit hasonlóan a C&C mobile construction vehicle-eihez). Az AoE harmadik részében már csak három városközpont építhető összesen pályánként, akár felfedezővel, akár kártyákkal; kivételt jelentenek bizonyos upgradek és a portugál civilizáció.
A gyalogságot általában továbbra is a barakkokban, a lovasságot istállókban, a tüzérséget pedig az ostromgépgyárakban (artilery foundries), a hajókat kikötőkben lehet gyártani. Megmaradtak a második részből ismert kastélyok is, a nevük erőd (fort), de az AOE II.-től eltérően maximum egy vagy két erőd építhető pályánként, ha elpusztul, akkor sem lehet újjáépíteni (kiv. az oroszok bizonyos játékosszint felett). Az őrtornyok és falak hasonlóan működnek a második részhez.
Újdonság a gyárak (factories) megjelenése, amelyek csak kártyák által érhetőek el. Maximum két gyár építhető pályánként, és az elpusztított gyárak sem építhetőek újjá. A gyárak nyersanyagokat vagy speciális ágyúkat képesek gyártani, a gyártásmódok között lehetséges bármikor váltani.
Az első és második részhez képest a kereskedés is teljesen megváltozott: szekerek vagy hajók útján kereskedni már nem lehet egymással; csak GAIÁ-val (csak tribute formájában lehet nyersanyagokat cserélni a szövetségesekkkel); és azt is csak akkor, ha van a térképen kereskedelmi útvonal. A kereskedelmi útvonalak meghatározott helyeire kereskedőtelepeket (trading posts) lehet építeni, amelyek tapasztalati pontokat, vagy nyersanyagokat képesek termelni meghatározott sebességgel. A "beépített" térképeken egy vagy két kereskedelmi útvonal szokott lenni, három telephellyel utanként. Az utakon egy jármű (riksa, szekér vagy vonat) járkál körbe-körbe adott sebességgel, minden körbejárás során adott mennyiségű nyersanyagot tesz le egy-egy poszton (a riksa lassan és keveset, a szekér gyorsabban és többet, a vonat pedig még gyorsabban és még többet szállít - az út fejlesztése a posztot birtokló játékos feladata, nyersanyagokat igényel). Az első részből ismert kereskedelmi hajók és a második részben szereplő kereskedőszekerek tehát megszűntek.
Végül meg kell jegyeznünk, hogy az Age of Empires csak nagy vonalakban követi a történelmi hitelességet az egységek szintjén, a harci cselekmények realitása pedig körülbelül annyira felemás, mint az előző részekben - például előfordul, hogy öt egyszerre tüzelő ágyú csak három-négy lövéssel tud megölni egy lovast. A készítők a hangsúlyt teljesen áthelyezték az előző részekhez képest, jóval inkább kihangsúlyozva általában a játékok olyan elvontabb elemeit, mint a felváltva történő lépések a körökre osztott stratégiai játékoknál (vö. kártyák), a stratégiai (játékstratégiai és nem hadi stratégiai) választások, a nyersanyag-felhasználás, és így tovább. A játékélmény e tekintetben jóval közelebb áll a klasszikus táblás-kockás társasjátékokhoz, mint a valósághű harci szimulátorokhoz. A grafika, köszönhetően pl. a játékmotor „Havok” fizikai alrendszerének, viszont jelentősen javult, élethűbb lett az előző részekhez képest.

### Kincsek
Kincsek: A térképeken random kincsforrások vannak, amiket ellenséges GAIA egységek (vadállatok vagy rablók stb.) őriznek. Az őrök megölése után a felfedezővel vagy egy telepessel (= munkással) meg lehet szerezni a kincset, amivel különféle előnyökhöz (nyersanyagok, vagy egységek) lehet jutni.

### Változások a mesterséges intelligenciában, az ellenségek egyéniesítésében
A komputer irányította játékosok viselkedése jóval erősebben függ az általuk képviselt civilizációtól, mint az előző részekben, ahol a viselkedés jobbára a CP körülményeitől függött, és jobbára a saját-egységek fokozott gyártásában nyilvánult meg. A harmadik részben az ellenségek sokkal egyénibben viselkednek. A játék készítői minden CP-hez és civilizációhoz egy nagy történelmi egyéniséget rendeltek: a francia civilizáció vezére Napóleon (Napoleon), az angoloké Erzsébet királynő (Queen Elisabeth), a germánoké Nagy (II.) Frigyes (Frederick the Great), a portugáloké Tengerész Henrik (Henry the Navigator), a spanyoloké Izabella királynő (Queen Isabella), az oroszoké Rettegett Iván cár (Ivan the terrible), a törököké pedig Szulejmán szultán (Suleiman), a hollandoké Nassaui Móric herceg (Maurice of Nassau). A kiegészítésekben az irokézek vezetője Hiawatha, az aztékoké Cuauhtémoc (Quauthemoc), a japánoké Tokugava Iejaszu (Tokugawa), és így tovább.
Ezek a vezérek különféleképp viselkednek, hogy kihasználhassák az egységeik és kártyáik adta előnyöket vagy hátrányokat: Frigyes és Napóleon például hajlamos a játék korai szakaszában erős lovasságával és néhány kardvívóval vagy számszeríjásszal támadni, Erzsébet királynő pedig nagy tömegű „longbow” íjásszal. Frigyes és Tengerész Henrik általában semmiféle komoly  városvédelmet (őrtornyok, falak) nem építenek ki, Rettegett Iván és Napóleon a szituációtól függően gyenge, vagy közepes védelmet épít, Erzsébet királynő és Móric herceg viszont, ha csak teheti, tornyokkal erősíti meg a telepeit. Az indián civilizációk hajlanak az age rushra (korai korszakugrások), és így tovább (a dolgot bonyolítja, hogy az MI működése attól is függ, az alapjátékot vagy valamelyik kiegészítő csomagot futtatjuk-e). Különbségek vannak abban, hogy milyen üzenetetek eregetnek a szövetségesek és ellenségeik felé: Rettegett Iván pl. meglehetős durva hangnemben fenyegetőzik, Frigyes inkább gúnyolódik, Napóleon sokszor ad taktikai jellegű tanácsokat („ideje lenne már korszakot váltanod, nem gondolod”?), Erzsébet királynő rendszeresen kisebb adományokat kér a szövetségeseitől, Szulejmán pedig veretes bölcsességeket küldözget barátnak és ellenségnek egyaránt („a korán gyújtott gyertya hamarabb elég stb.”). Az ázsiai civilizációk meglehetősen gyengén viselkednek a többihez képest (az Asian Dynasties c. kiegészítőben), kevesebbszer és kevesebb egységgel támadnak, habár a japán MI, Tokugawa, hajlamos a szövetségeseivel tökéletesen egy időre időzíteni a támadásokat.

## Civilizációk
| Zászló | Nép                                  | Leírás |
|        | Brit Erzsébet Királynő               | A britek emeletes házakat építhetnek, amelyhez mindig kapnak 1 telepest ingyen, mikor megépülnek (az emeletes házak továbbfejlesztésével - kártya - jelentősen lerövidíthető az építési idejük) . Az ingyen telepesek miatt a brit játékosok gazdasága gyorsan felfuttatható és az ellenséges támadások okozta károk gyorsan regenerálhatóak. A brit hadsereg azonban a későbbi korokra erősödik meg, mivel a korai szakaszokban gyártható egységek fejlesztések nélkül gyengék. Egyedi egységek: Hosszú-íjas (longbowman), Rakéta Királyi testőrök: Testőr huszár, Vörös-kabátos muskétás Nép bónusz: Emeletes ház építése telepest ad - A gyorsan képződő telepeseknek köszönhetően erős a gazdaság. - A muskétások és huszárok fejlesztése (kártyák) végjátéki erősséget ad. - A hosszú-íjas drága, pontos íjász gyors tüzeléssel, viszont sérülékeny. |
|        | Spanyol Izabella Királynő            | A spanyol haderő nagy számú gyalogságot és lovasságot tart számon, rodelero-k (kardvívók) és lancer-ek (dzsidások) formájában, akik már a játék korai szakaszában gyorsan képezhetők. A spanyol felderítő a Felfedező Kortól ki tud képezni harci kutyákat, amikor a katonák még nem elérhetők. Egyedi egységek: Rodelero, Lancer (Dzsidás), Harci kutya Királyi testőrök: Tercio pikás, Espada Rodelero, Garrochista Lancer (Szuronyos dzsidás) Nép bónusz: a hátországbeli hajórakományokat gyorsabban érhetik el 30%-kal (gyorsabban gyűlik az XP, vagyis a Tapasztalat Pont) - A harci kutyák extra biztonságot nyújtanak a játék elején. Kincsszerzésben is segítenek. - A szülőváros különleges fejlesztéseket ajánl az épületekhez és az egységekhez. |
|        | Francia Napóleon                     | A franciák az átlagnál erősebb és jobban felfegyverzett parasztokat, ún. Coureur des Bois-kat képeznek. A franciák képzik ki a legerősebb lovasságot, a vérteseket (cuirassier-ket - erősen páncélozott, mégis könnyű lovasok, területtámadó hatással: minden környező ellenséges egységet sebeznek, nem csak egyet). |
|        | Portugál Tengerész Henrik            | A portugálok ingyen kapnak egy fedett szekeret (Covered Wagon) minden egyes korszaklépésnél, amiből városközpontot tudnak építeni. A portugáloknak extra felderítő lehetőségeik is vannak (a magasabb korszakokban extra felderítőket - kártya - kaphatnak). A hadseregük specialitása, hogy az ostromgépük az ún. organ gun (orgonalöveg). A géppuskának ez a kora újkori elődje jóval erősebb a gyalogság ellen, mint a többi civilizáció ágyúi, olcsóbb is, viszont észrevehetően gyengébb (kisebb a lőtávja) a tüzérség és az épületek ellen. |
|        | Holland Nassaui Móric orániai herceg | A holland parasztok étel helyett pénzbe kerülnek, emiatt a nép aranytól függ az egész játék alatt. A bankok automatikusan termelik a pénzt, mégpedig megfelelő számban építve őket, gyakorlatilag (a többi civilizációhoz képest) kimeríthetetlenül. Bár a hadsereg sztenderd egységei önmagukban semmiféle kiemelkedőt nem nyújtanak, Az aranyat a holland mesterséges intelligencia jobbára atomerős és mozgékony nehéztüzérség és drága, de megállíthatatlan zsoldosok kiképzésére fordítja (ez jó tipp a civ-et választó emberi játékosok számára is), így lesz a véletlen térképeken általában Nassaui Móric a legkomolyabb ellenfél. |
|        | Orosz Rettegett Iván                 | Az oroszok rengeteg embert tudnak termelni, különféle csoportonként képezhetők. Olcsón rendkívül nagyszámú, ám gyenge haderőt lehet kiképezni. A sztenderd orosz hadsereg általában gyenge sztrelec lövészekből, kis számú lovas kozákból és zsoldosból, nagy számú ütőképes alabárdosból és tüzérségből (ágyúk) tevődik össze. |
|        | Német Nagy Frigyes                   | A németek settler wagon-okkal (telepes-szekerekkel) kezdenek a normál parasztok helyett. Az ulánus lovasság és a skirmisher (lövész) gyalogság rendkívül jól fejleszthető egységeik. A német MI civilizációs bónuszként szinte minden hátországból érkező küldeménye mellé ingyen ulánusokat kap, így Frigyesnek már általában akkor összegyűlik egy ütőképes támadó osztaga (még ha seregnek nevezni túlzás is), mikor a többiek még csak a munkásokat képzik. Ezt időnként ki is használja, így a védelmet hanyagoló ellenfelek könnyen pórul járhatnak. Ugyanakkor az ulánus sérülékeny egység, csak a támadóereje nagy, és Frigyes általában maga sem védekezik jól (ennek egyik oka, hogy csak korlátozott számban képes őrtornyokat építeni, mivel nincs meg a többi civ számára elérhető, az őrtornyok számát és erejét növelő alapvető kártyája.). |
|        | Oszmán Szulejmán                     | Az egyik legkülönösebb civilizáció az Oszmán Birodalom. Lassan, de stabilan fejlődik, mivel a parasztok lassan, ingyen, de megállás nélkül képződnek a városközpontban, a mosque-ban (mecsetben) javítani lehet a parasztok számának felső korlátját, valamint a képzés gyorsaságát is. Ezen kívül az oszmánoknak nincs olcsó, aranykímélő jellegű katonai egysége: minden katonatípus aranyba kerül, és egyéb szempontból is elég drága. Emiatt az oszmánok rendkívüli módon függnek az aranytól és így a térképtől is. A méregdrága egységek azonban nagyon erősek, így a játék eleji gyenge teljesítmény után, ha képes megerősödni, Szulejmán igen nagy kihívást jelentő ellenféllé válhat. Viszonylag olcsó, de gyenge gyalogos egységük a janicsár, ez az arany mellett jelentős élelemmennyiségbe kerül (ez a valóságnak nem megfelelő, ugyanis a janicsároság a világ legjobb elitegységei közé tartozott). Erős tüzérség jellemzi őket, a great bombard (nagy löveg) nevű ágyútípus a játék legerősebb tüzérségi egysége, és van egy különlegesen erős gyalogos tüzérségi egység is, az abus gun. Az oszmán AI, ha képes magasabb korszakokba kilépni, találékonyan és egymással kombinálva képes használni a különféle haderőnemeket. |

## Küldetések
|  | Alább a cselekmény részletei következnek! |

A játékhoz három küldetéssorozat tartozik.
A küldetések a XVI. (Blood), a XVIII. (Ice), és a XIX. (Steel) században játszódnak. A küldetések történelmileg nem hitelesek, a történelmi legendák és valóság szándékosan teljesen összekeveredik bennük a játékkészítők ötleteivel.

### Az első küldetés
Az első küldetés Morgan Black kalandjait beszéli el. Morgan egy lovag, aki a törökök ellen harcol Málta szigetén. A lovagok vezérének Alainnak a segítségével, legyőzik az oszmánokat és kiűzik őket a szigetről.
A törökök üldözése közben egy kőkönyvtárra bukkannak, melyet még a titokzatos Osszusz Kör készített. A felirat a Hold tavát emlegeti, amelynek vize örök ifjúságot biztosít. Alain elküldi Morgant az újvilágba, hogy keresse meg a tavat.
A lovag sikeresen átkel az óceánon, de Kuba partjainál megtámadják a flottát Elizabeth Ramsey kalózai. Szerencsére az utánuk érkező utánpótlás segítségével sikeresen visszaverik a támadást, és továbbhajóznak a kontinens felé.
Legnagyobb meglepetésükre török harcosokkal találkoznak, Sahin már az újvilágban van. Azt gondolva, hogy a törökök az Osszusz Kör emberei harcba bocsátkoznak velük.
Közben a spanyolok Delgadó vezetésével megjelennek, hogy az azték bennszülöttektől megtudják a tó helyét, a kincsek reményében.
Morgan üldözőbe veszi őket de hajóját megrongálja egy hurrikán, így kénytelen a kalózok segítségét kérni. Elizabethnek a spanyol arany nem kell, így Morgant próbára teszi, majd vitorlát bontanak.
Sikeresen megütköznek a spanyol flottával, de Alain elárulja őket és csatlakozik a Körhöz.
Az Osszusz Kör körbevette a tavat, és a kis csapat, a hozzájuk csatlakozó Sahinnal az elpusztítás mellett dönt. Ezt egy hatalmas ágyú segítségével végre is hajtják. A Föld megmenekült egy nagy és gonosz hatalom uralmától.

### A második küldetés
A második fejezet John Black, Morgan unokája és indián barátja a mohawk (irokéz) Kanyenke kalandjait beszéli el.
John egy kolónián él, valahol a keleti partvidéken, nagybátyja Stuart társaságában.
Egyszer cseroki indiánok törnek a falura, a kolónia majdnem elpusztul.
John a megérkező zsoldosokkal az indiánok után ered, de hirtelen angol sorkatonák törnek a védtelen gyarmatra és elrabolják Suartot.
John rájön, a család ősi ellensége, az Osszusz Kör áll a támadás hátterében.
Az angol Warwick emberei már ostrom alá vették Kanyenke testvérének, Nonahkeenak a faluját.
A csapat megvédi az indiánokat, de szembesülnek a szomorú ténnyel, hogy a francia és brit csapatok közé kerültek.
Más lehetőség híján felveszik a harcot a britekkel, és sikeres csaták után Washington ezredes békét kér. Warwick elmenekül, de az angol hajóhad kiszorítja a Huron-tó menti állásaiból, kénytelen nyugat felé visszavonulni. Az erőd elhagyása előtt Warwick megöleti Stuartot.
A bosszútól megvadult John utána ered, a prérin csapnak újra össze.
A dakota indiánok segítenek nekik, így Warwick húséhes gárdistáival kénytelen a hófödte hegyekbe menekülni.
Itt megpróbál orosz katonákat keresztülhozni a Bering-szoroson. John a hegyen felrobbantja a TNT-t, amitől leomlanak a kövek és az orosz katonákra zúdulnak. John, Warwick és az emberei, valamint az oroszok is meghalnak, de a fő ellenséget a Black család legyőzte. A történet végén megszületik John és Nonahkee közös gyermeke, Nathaniel Black.

### A harmadik küldetés
Ez a küldetés a Black család és az Osszusz kör utolsó összecsapásait mutatja be.
Miután John meghalt, a családot kitüntették, sok pénzre tettek szert.
John fia egy vasúttársaságba, a Sólyom-társaságba fektette a pénzét, de szerencsétlenségükre a fiúnak nem volt jó üzleti érzéke, ezért a társaság a csőd szélére került.
Itt lép be a történetbe Amália Black, John unokája.
Apja halála után Amáliát új vasútvonal építésével bízza meg az Amerikai Egyesült Államok kormánya, az ő fellépésén múlik, hogy képes-e megmenteni a céget. Az építkezés végén Amáliát és Cooper ezredest megtámadta a mexikói hadsereg, de erődjük sikeresen ellenáll a támadásnak, Mexikó kapitulál.
Egy titokzatos favágó, Beaumont sok aranyat ígérve nyugatra csalja őt, Amália majdnem a Kör fogságába esik. Az utolsó pillanatban menti meg Cooper és Kanyenke.
Beaumont elmenekül, a hősök üldözőbe veszik. Egy floridai indián törzsfőnöktől megtudják, hogy az inkák megőriztek néhány hordót az Ifijúság forrásának vizéből. A kör harcosai Dél-Amerika felé veszik az irányt. Cooper szorosan a nyomukban van, de Beaumont meggyilkolja.
A dél-amerikai szabadságharcban Amália Bolivar oldalára áll, aki cserébe segít neki átjutni a fagyos Andokon, és megtalálni az Inkák utolsó városát.
Beaumont is ideér, de Kanyenke döntő pillanatban harcba vezeti a csapatait, a csata az inkák javára dől el.
Amália Kuba szigetéig üldözi, majd ott végső csatára kényszeríti, és elkeseredett harcban legyőzi a Kör utolsó embereit.
Beaumont megkísérli megölni Amáliát, de hála Kanyenkének, a francia hal meg.
A Black család végre megnyugodhat, ősi ellenségüket legyőzték.
|  | Itt a vége a cselekmény részletezésének! |

## Kiegészítők

### Age of Empires III: The WarChiefs (2006)
A WarChiefs főleg az indián őslakosokra fókuszál, három új civilizáció (sziú, irokéz, azték) jelenik meg.
Az indián civilizációk különlegessége a tűzhely (fire pit), ahol különféle bónuszokat, vagy egységeket adó rituális táncokat járnak a falusiak (ez körülbelül az európai „gyáraknak” megfelelő épület). Az indián felfedezők mind híres hadi főnökök, az európai felfedezőkhöz hasonlóan kiemelt harci képességekkel (pl. sebzési vagy gyorsasági bónusz). Az európai felfedezők mesterlövészete helyett speciális szelídítő képességük van, amellyel a maguk oldalára térítik a kincsőrzőket, ezzel ingyen (sem nyersanyagba, sem populációs pontba nem kerülő) katonákat szerezve.
Az indiánok sztenderd egységei általában viszonylag olcsó íjászok és könnyű közelharcosok (buzogányos, tomahawk-hajító stb.), élelembe és fába kerülnek. A sziúknak emellett viszonylag erős lovassága van, az aztékoknak pedig olyan elit íjászai (arrow knights), akik nagy tömegben helyettesítik a tüzérséget. A legerősebb indián civilizáció az irokéz: nekik speciális ostromegységeik vannak, az egyik a faltörő kos, ami az egyetlen olyan épületromboló eszköz a játékban, ami nem igényel aranyat, a mantlet, ez egyfajta ostrompajzs, ami hatékony védelmet nyújt a többi katonai egység számára az ágyútűz ellen, valamint az indián civilizációk közt egyedülálló módon, ágyúk - amik kisebb teljesítményűek ugyan, mint az európai ágyúk, de olcsóbbak is, és végső soron mégiscsak ágyúk. Az indián felfedező egységek, a hadifőnökök hatással vannak a mögéjük sorakozó egységek teljesítményére, pl. ideiglenesen megnő az egységek támadóereje és csökken a sérülékenységük. Az indián automata játékosok ezért általában a főnökeik vezetésével támadnak.
Alapértelmezésben az indián civilizációk katonai potenciálja általában sokkal gyengébb az európaiakénál (különösen fájóvá válhat pl. a tüzérség hiánya). Ugyanakkor az indián építkezés olcsóbb és egyszerűbb, így könnyen tudják regenerálni a károkat, azonkívül speciális bónuszokat kapnak ellensúlyként, mint pl. a kártyákkal hívható szövetséges egységek, a lopakodó típusú egységek, a tűzhelyeken beállítható táncok, a felfedező hadifőnökök katonai bónuszai stb. Ezek apróságok, de egy tapasztalt játékos kezében összességében erős stratégiává kovácsolhatóak. Az is megfigyelhető, hogy az európai játékosok AI-je a kiegészítésekben kissé csökkentett módban működik (később támadnak, az Asian Dynasties-ben az európaiak mellőzik a gyárépítést stb.)

### Age of Empires III: The Asian Dynasties (2007)
Az Asian Dynasties három új civilizációt tartalmaz, a japánokat, Indiát és Kínát. Ezen ázsiai civilizációk új különlegessége a csoda, amely új korszakba lépéshez szükséges épület és különféle bónuszokat is ad, valamint a nagykövetség, ahol választani lehet egy szövetséges civilizációt négy megadott közül, és tőlük különféle segítséget kérni. A segítség export pontokba kerül, az export pontok automatikusan termelődnek az idő múlásával, illetve a gyűjtött nyersanyagok bizonyos százaléka is automatikusan export pontokká formálódik. Az ázsiai civilizációk egyféle farmtípust ismernek, a rizsfarmot (rice paddy), ezen vagy élelmet, vagy aranyat lehet termelni (a termelés átállítható). Az ázsiai felfedezők nem képesek sem az európaiak mesterlövészetére, sem az indián főnökök szelídítő funkciójára, de rövid időre el tudják kábítani a kincsőrzőket.
| Zászló | Nép                    | Leírás |
|        | Japán Tokugava         | Vallásuk miatt nem ölhetnek sem vad-, sem háziállatokat; maradnak a bogyógyűjtés, a halászat illetve a farmművelés mint élelemszerzési forma. Házak helyett szentélyeket építenek, amelyek vonzzák a házi- és a vadállatokat, és nyersanyagot termelnek. Egy szentély 4 állatnak adhat otthont, minél több állat gyűlik oda, annál nagyobb a szentély nyersanyagtermelési bónusza. A japán gazdaság így a térképen lévő állatok mennyiségétől, elérhetőségétől függően nagyon lassan, de nagyon gyorsan is felfuthat. Civilizációs bónuszuk, hogy a legtöbb kártyát kétszer is felhasználhatják. Csodák építésével lépnek korszakot, nagykövetségeket építhetnek külkapcsolatok ápolására, de a japán izoláció útját is választhatják. A japán katonai egységek drágák, de ütőképesek, a hajóik teljesítménye erősen közepes. A sztenderd katonai egységek az olcsó, de gyenge yumi íjászok és az ashigaru muskétások, valamint a méregdrága szamurájok, a naginata (leginkább a dzsidásokhoz hasonló) lovasság és a tüzérség és lovasság ellen hatékony yabusame lovasíjászok. A tüzérség alig valamivel gyengébb, mint az európaiaké, így megfelelő támogatással jól kihasználható, a japán mozsárágyú-szerű löveg, a morutaru csak épületek ellen jó, de azok ellen félelmetes fegyver. Kártyákkal speciális magas rangú és megerősített egységek, daimyók és egy sógun nyerhető, akiknek gyűjtőpont-aktiváló képességük van (fogadni tudnak küldeményeket) és katonai egységeket is tudnak képezni, így valóságos mozgó erődök. Egyedi egységek: szamuráj, daimjó, naginatás lovas, asigaru, rónin, morutaru stb. |
|        | Kína Kanghszi (Kangxi) | A barakkokban (akadémia) és egyes csodaépületekben nem egyedenként képezhetőek az egységek, hanem különféle típusú egységekből álló csoportokat (banner armies) képeznek. Házak helyett "falvakat" épít, amely el tud szállásolni egységeket, szállítmányokat is tud fogadni, valamint kecskéket (húsállat) gyártani. Csodák építésével lépnek korszakot, nagykövetségeket építhetnek külkapcsolatok ápolására. A kínai sztenderd katonai egységek (a chu noku számszeríjászok és a lándzsások) igen gyengék, ugyanakkor a tüzérség roppant erős. Különösen erős egység (még inkább a sokféle, kártyákon és templomban kikutatható fejlesztés után) a kínai felfedező brigád, egy idős saolin kungfu szerzetes és néhány ifjú tanítványa, velük nem mindig tanácsos ujjat húzni. Egyedi egységek: lángszóró, Repülő Varjú (Flying Crow; egyfajta tüzérség), arquebusier stb. |
|        | India I. Akbar         | A telepesek képzése fába kerül. Tehénoltárnál (maximum kettő építhető) lévő tehenek számával arányosan nyer tapasztalatpontot szabályos időközönként. Minden szállítmány megérkezésekor kap egy bónusz telepest. Csodák építésével lépnek korszakot, nagykövetségeket építhetnek külkapcsolatok ápolására. Az indiai hadsereg kezdetben aranykímélő rajput kardvívókból és aranyba kerülő szipoly lövészekből áll, amelyek képesek megvédeni egy várost, de támadásra használni nehéz őket a rajput óriási élelemköltsége miatt. A tevékből álló lovasság is különösen gyenge, bár hatékonyan lehet velük védekezni. A magasabb korszakokban megjelennek a különféle harci elefántok (mahout, howda, flail ostromelefánt stb.). Ettől a pillanattól kezdve ügyes emberi játékosok kezében az indiai civilizáció igen komoly ellenfél lehet. Az automatizált indiai MI azonban nagyon gyenge teljesítményt nyújt. Egyedi egységek: Mahout lancer, szipoj, rádzsput stb. |

## Lásd még
- Valós idejű stratégiai játék
- Age of Empires (játéksorozat)
- Ensemble Studios
- Microsoft